# Lastprognose
Unter Lastprognose wird in der Energiewirtschaft die Vorhersage des elektrischen Energieverbrauches (Last) oder Gasverbrauches eines bestimmten geografischen Gebietes, eines Versorgungsnetzes oder eines Bilanzkreises bezeichnet. Es werden kurz- und langfristige Prognosen unterschieden.

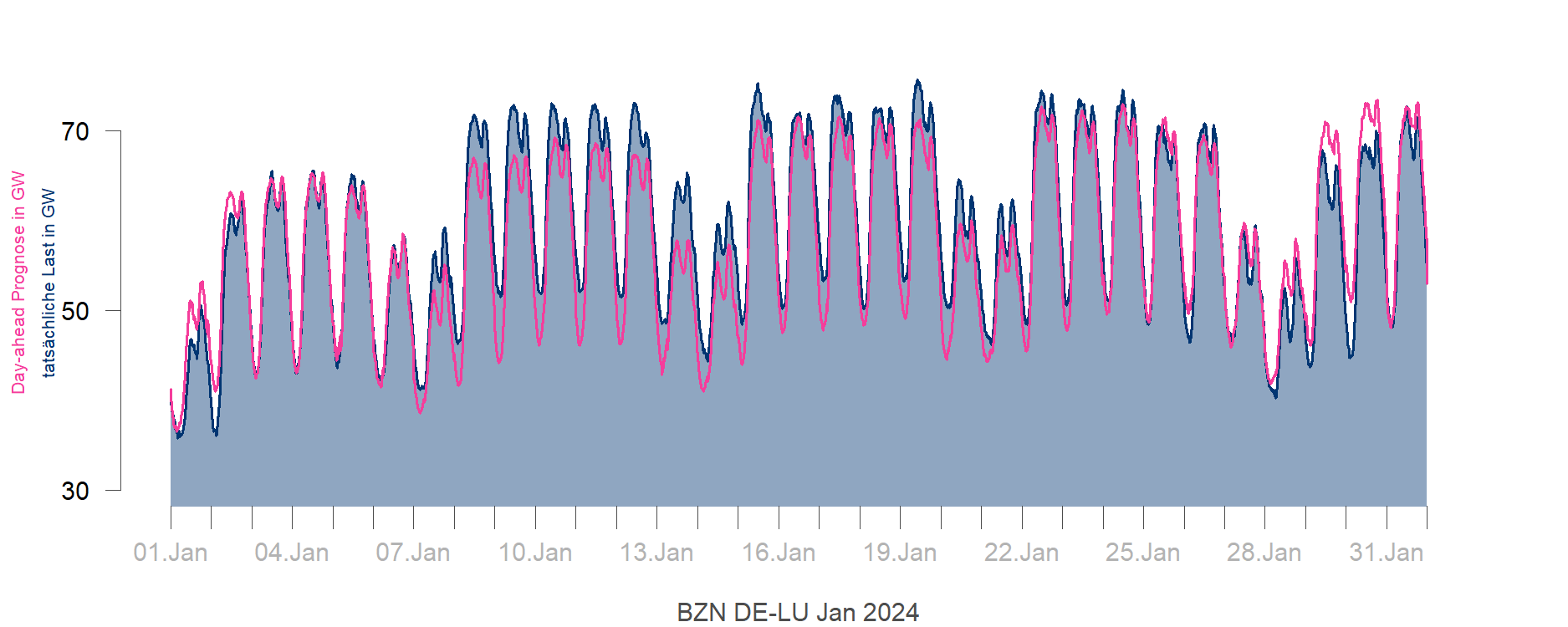
Tatsächliche Last und dem Übertragungsnetzbetreiber gemeldete Dayahead-Prognose für BZN Deutschland Luxemburg Jan 2024, Daten Entso-E Transparenzplattform

Die kurzfristige Lastprognose – Zeithorizont eine Viertelstunde bis mehrere Tage – ist für das Bilanzkreismanagement erforderlich. Entsprechend der Prognose wird Strom oder Gas durch das Energieversorgungsunternehmen (EVU) im Stromhandel zugekauft oder verkauft. Für das Bilanzkreismanagement Strom muss die Last viertelstundenscharf für den Folgetag prognostiziert werden. Für das Bilanzkreismanagement Gas ist wegen der in gewissen Grenzen vorhandenen Speicherfähigkeit des Gasnetzes eine tagesscharfe Prognose ausreichend. Große Abnehmer wie z. B. Gaskraftwerke müssen stundenscharf prognostiziert werden.
Als Basis für die kurzfristige Lastprognose dient eine Vielzahl von unterschiedlichen Daten, darunter historische Lastkurven und Wetterdaten zu Temperatur, Wind und Globalstrahlung. Weiterhin haben Kalenderdaten wie der Wochentag, Feiertage und Ferienzeiten, sowie möglicherweise besondere Ereignisse (wie z. B. die Fußball-WM) Auswirkungen auf die kurzfristig und langfristig erwartete Last. Für die operative Erstellung von Lastprognosen kommen spezialisierte Systeme und verschiedene mathematische Verfahren zum Einsatz, am verbreitetsten sind:
- Typtagsverfahren
- Regressionsanalyse
- Glättungsverfahren / ARIMA
- Trend-Saison-Modelle
- Neuronale Netze

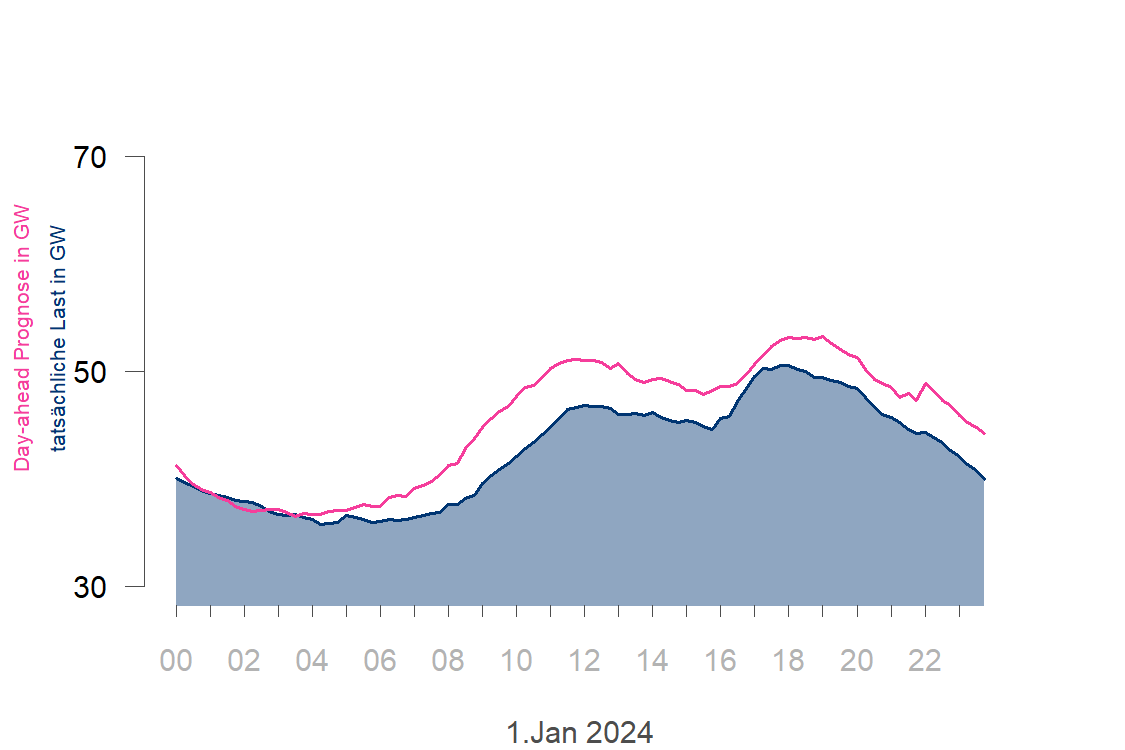
Dem Übertragungsnetzbetreiber gemeldete Dayahead-Prognose für den 1. Jan 2024, BZN Deutschland-Luxemburg, Daten Entso-E Transparenzplattform

Im Massengeschäft erfolgt die Prognose auf Basis von Standardlastprofilen. Hierbei wird nur die aggregierte Menge prognostiziert, während die Struktur der Abnahme durch das Standardprofil vorgegeben ist.
Längerfristige Lastprognosen – typischerweise für ein kommendes Lieferjahr – werden im Rahmen der Angebotserstellung für das Abnahmeverhalten potentieller Vertriebskunden erstellt und sind Basis für die Preiskalkulation. Die Energiekosten einer Lieferung ergeben sich aus der Bewertung einer Lastprognose mit einer HPFC bzw. einer DPFC (Gas). Hinzu kommen Risikozuschläge für die mit der Lieferung verbundenen Unsicherheiten (Mengenrisiko, Kreditrisiko …) und weitere Kostenbestandteile der Lieferung (Netz, EEG-Zuschlag, Steuern …).
Langfristige Lastprognosen – Zeithorizont ein bis zwanzig Jahre – sind bestimmend für das langfristige Preisniveau auf den Energiemärkten und die Auslastung der Netze. Dieses ist für die Energiewirtschaft u. a. für die Entscheidung zum Bau von neuen Kraftwerken und Netzen von Bedeutung. Als Basis für langfristige Lastprognosen dienen vor allem makroökonomische Faktoren. Sie spielen eine große Rolle in der Energiepolitik und der Gestaltung politischer Rahmenbedingungen.

## Anwendungsbeispiele
Lastprognosen werden von Netzbetreibern und Stromhändlern aus der Energiewirtschaft für die Vorhersage des elektrischen Energieverbrauches (Last) eines bestimmten geografischen Gebietes, eines Versorgungsnetzes oder eines Bilanzkreises genutzt.
Wegen der Dezentralisierung der Energieproduktion durch PV und Windkraftwerke in Deutschland ist das Interesse an Lastprognosen, insbesondere im Nieder- und Mittelspannungsbereich, stark gestiegen, Kurzzeitprognosen dazu sind bei SCADA-Systemen oft integriert (z. B. Spectrum, High-Leit).